# Katowicka Spółdzielnia Mieszkaniowa
Katowicka Spółdzielnia Mieszkaniowa – największa spółdzielnia mieszkaniowa w województwie śląskim, jest zaliczana do grupy największych spółdzielni w kraju. Kieruje kompleksem mieszkaniowym, którego łączna powierzchnia przekracza milion metrów kwadratowych.

## Historia
Spotkanie założycielskie odbyło się 7 lipca 1957 r. Pośród założycieli dominującą część stanowili pracownicy Katowickiego Biura Projektów Budownictwa Miejskiego „Miastoprojekt”. Podczas pierwszego Walnego Zgromadzenia Założycielskiego Katowickiej Spółdzielni Mieszkaniowej obecnych było 19 osób. Natomiast pierwszy dom samodzielnie zbudowany przez Spółdzielnię (przy ulicy Plebiscytowej 38-42) został oddany do użytku w roku 1960. Obecnie w budynkach Katowickiej Spółdzielni Mieszkaniowej, zamieszkuje ponad 32 tys. osób. W 2022 roku spółdzielnia obchodziła 65-lecie.

## Zasoby
- 344 budynków wielorodzinnych
- ponad 32 tys. mieszkańców
- łączna powierzchnia przekraczająca 1 000 000 metrów
- prawie 19 tys. mieszkań, 28 pawilonów handlowych
- terytorium przekracza 100 hektarów
- prawie 18 tys. członków

## Nagrody i wyróżnienia
- 2007 – Złota Odznaka Honorowa za Zasługi dla Województwa Śląskiego

- 2009 – I miejsce w kategorii: zarządzanie nieruchomościami- Orły Polskiego Budownictwa

- 2009 – Tytuł Lidera Społecznej Odpowiedzialności Dobra Firma 2009

- 2012 – III miejsce w ogólnopolskim Rankingu Spółdzielni Mieszkaniowych 2011 w kategorii: spółdzielnie duże inwestujące

- 2013 – Tytuł Filaru Spółdzielczości za rok 2013

- 2014 – Certyfikat Lidera rynku w zakresie zarządzania nieruchomościami, budowa lokali

- 2015 – tytuł inwestycji roku przyznany przez Krajową Izbę Gospodarki Nieruchomościami